# Джордж Басс (археолог)
Джордж Флетчер Басс (англ. George Fletcher Bass; 9 грудня 1932 — 2 березня 2021) — американський археолог, один з піонерів підводної археології нарівні з Пітером Трокмортоном, Гонором Фростом тощо.

## Біографія
Джордж Басс закінчив магістратуру з близькосхідної археології в Університеті Джонса Гопкінса та отримав ступінь доктора філософії з античної археології у Пенсильванському університеті. У 1960 році організував підводні розкопки давньої кораблетрощі поблизу мису Хелідонія (Туреччина). У 1961 році виявив ще два античних затонулих корабля у порті міста Бодрум. У 1980-х займався розкопками Улу-Бурунського корабля.
Професор-емерит у Техаському університеті A&M. У 1973 році Басс заснував Інститут морської археології (INA).